# Primo Riccitelli
Primo Riccitelli, geboren als Pancrazio Riccitelli (Cognoli di Campli (Abruzzo), 9 augustus 1875 – Giulianova, 27 maart 1941) was een Italiaans componist.

## Biografie
Hij was de zoon van een kleine grondbezitter. Op latere leeftijd verkoos hij zijn voornaam te veranderen in Primo, bij wijze van toneelnaam.
Op eenjarige leeftijd werd hij ondergebracht bij zijn oom Don Emidio Riccitelli, priester van de parochie van Bellanti, alwaar hij tot zijn tiende jaar zou verblijven.
In 1885 plaatste zijn oom hem in het seminarium van Terano, zijn eerste muziekonderricht krijgt hij hier van Nicola Dati, maestro di capella van de kathedraal van Terano.
Leergierig als hij is ten aanzien van alles wat met muziek te maken heeft, kan het onderricht niet snel genoeg gaan en doet hij aan zelfstudie op een oud spinet, die zijn oom voor hem kocht en waarop hij een begrafenismis, motetten, liederen en dansen componeerde.
Inmiddels zeker wetend geen roeping te hebben als priester en vastbesloten componist te worden, verlaat hij het seminarium.
In 1896 meldde zijn oom hem aan als leerling aan het Liceo Musicale van Pesato, waar Pietro Mascagni directeur was, deze was zo onder de indruk van de werken die Primo tot dan gecomponeerd had, dat hij hem graag aannam, zodat hij toegelaten werd tot het eerste jaar van de harmonieopleiding.
Zijn vervolgopleiding kreeg hij van de maestro zelf evenals een van zijn klasgenoten, Riccardo Zandonai.
In 1903 afgestudeerd, met een diploma door Mascagni zelf ondertekent, keert hij terug naar zijn oom in Bellante, korte tijd daarna komt zijn oom te overlijden en begint voor hem een tijd, waarin hij geen cent te makke heeft en moet balanceren op de grens van armoede en hoop.

## Werk
Op voorspraak van Mascagni, die nog steeds het volste vertrouwen in zijn voormalig leerling had, kwam hij in 1907 in contact met het Milanese uitgevershuis Sonzogno en verkreeg aldus de opdracht tot het componeren van een nieuw werk, de opera Madonetta, naar een libretto van Luigi Illica.
Vanwege een ruzie binnen de leiding en een veranderde toekomstvisie van het uitgevershuis kwam zijn werk niet tot opvoering.
In 1911 verkreeg hij opnieuw een opdracht van uitgevershuis Sonzogno, ditmaal voor het componeren van een lyrische legende in twee bedrijven naar een libretto van Carlo Zangarini, genaamd Maria sul Monte.
Op 9 juli 1916, aan het einde van het operaseizoen van het Teatre Carcano in Milaan, werd Maria sul Monte onder leiding van Maestro Anselmi gepresenteerd, doch twee opvoeringen aldaar met relatief groot succes konden niet voorkomen, dat het niet tot publicatie zou komen.
Omstreeks juni 1917 kwam hij, weer op voorspraak van Mascagni, in contact met Augusto Laganá, adviseur aan de Società del Teatro Lirico Italiano. Doordat Mascagni zo hoog van hem had opgegeven, verkreeg hij een contract en de opdracht een eenakter te componeren op een libretto van Giovacchino Forzano.
Uitgenodigd in de luxueuze villa van  Giovacchino Forzano in Viareggio en voorzien van alle comfort, componeerde hij hier zijn opera I Compagnacci, welke eind 1920 gereed was.
Door allerlei oorzaken, waarop geen grip was, ging de geplande opvoering voor het seizoen 1920-1921 in het Teatro San Carlo in Napels niet door.
In 1922 won zijn werk I Compagnacci de eerste prijs in een competitie uitgeschreven door het Ministerie van Publieke Educatie, met niemand minder in de jury dan de componisten Giacomo Puccini, Pietro Mascagni, Francesco Cilea, Bernardo Molinari, Albert Gasco en Nicola d' Atri.
Als componist betekende dit zijn grote doorbraak, waardoor zijn werk in alle grote theaters van naam op het programma kwam, tot zelfs in de Metropolitan Opera van New York.
Tot zijn dood in 1941 componeerde hij nog verscheidene opera's, doch geen daarvan bereikte het succes als dat van I Compagnacci.

## Werken

### Opera's
- Lory
- Madonnetta
- Maria sul Monte
- I Compagnacci
- Madonna Oretta

### Overige werken
- Francesca da Rimini, naar de tragedie van Silvio Pellico
- Hermos, een symfonisch gedicht voor solisten, koor en orkest
- Nena, een Siciliaanse scène
- Suora Maddalena, een mystiek drama

- International Standard Name Identifier: 0000 0000 4196 7702
- Library of Congress Control Number: no93006458
- Istituto Centrale per il Catalogo Unico: IEIV040966
- Virtual International Authority File: 68499699
- WorldCat: E39PBJppvR9yfrdyxHr8tTYtrq